# Победительское сельское поселение
Победи́тельское се́льское поселе́ние — муниципальное образование в Кормиловском районе Омской области Российской Федерации.
Административный центр — село Победитель.

## История
Статус и границы сельского поселения установлены Законом Омской области от 30 июля 2004 года № 548-ОЗ «О границах и статусе муниципальных образований Омской области».

## Население
| 2010  | 2011  | 2012  | 2013  | 2014  | 2015  | 2016  |
| ----- | ----- | ----- | ----- | ----- | ----- | ----- |
| 1583  | ↗1584 | →1584 | ↗1657 | ↗1671 | ↗1688 | ↘1658 |
| 2017  | 2018  | 2019  | 2020  | 2021  | 2023  |       |
| ↘1644 | ↘1610 | ↘1559 | ↘1516 | ↘1482 | ↘1453 |       |

## Состав сельского поселения
| № | Населённый пункт | Тип населённого пункта       | Население |
| - | ---------------- | ---------------------------- | --------- |
| 1 | Победитель       | село, административный центр | 1360      |
| 2 | Спайка           | деревня                      | 223       |